# Bill Bryson
William McGuire „Bill” Bryson (ur. 8 grudnia 1951 w Des Moines) – amerykański pisarz, autor książek podróżniczych, popularnonaukowych oraz dotyczących języka angielskiego.
Jego rodzicami byli William, senior i Mary z d. McGuire. Przez dwa lata uczęszczał na Drake University w Des Moines. Od 1973 pracował w Wielkiej Brytanii. Jest związany z Durham University. Od 2003 mieszka w angielskim hrabstwie Norfolk. 13 grudnia 2006 został odznaczony Orderem Imperium Brytyjskiego IV klasy (OBE) za dorobek literacki.

## Twórczość
Wg chronologii polskich wydań.
- Zapiski z małej wyspy. 2002. ISBN 978-83-7506-215-1. Brak numerów stron w książce, o Wielkiej Brytanii
- Zapiski z wielkiego kraju. 2004. ISBN 978-83-7506-519-0. Brak numerów stron w książce, o USA
- Krótka historia prawie wszystkiego. 2006. ISBN 978-83-65521-27-9. Brak numerów stron w książce,  nagroda Royal Society Prizes for Science Books w 2004
- Naprawdę krótka historia prawie wszystkiego. 2010. ISBN 978-83-7506-528-2. Brak numerów stron w książce
- Ani tu, ani tam. Europa dla początkujących i średnio zaawansowanych. 2010. ISBN 978-83-7506-418-6. Brak numerów stron w książce
- Śniadanie z kangurami. Australijskie przygody. 2011. ISBN 978-83-7506-639-5. Brak numerów stron w książce
- Krótka historia geniuszy. 2012. ISBN 978-83-7839-368-9. Brak numerów stron w książce
- W domu: Krótka historia rzeczy codziennego użytku. 2013. ISBN 978-83-7506-700-2. Brak numerów stron w książce
- Piknik z niedźwiedziami. 2015. ISBN 978-83-7785-481-5. Brak numerów stron w książce
- Herbatka o piątej. 2016. ISBN 978-83-7785-972-8. Brak numerów stron w książce
- Zaginiony kontynent. 2019. ISBN 978-83-8116-630-0. Brak numerów stron w książce
- Ciało: Instrukcja dla użytkownika. 2019. ISBN 978-83-8202-584-2. Brak numerów stron w książce